# Ambrogio di Sarapul
Ambrogio di Sarapul, al secolo Vasilij Gudko (in russo Василий Гудко) (28 dicembre 1867 – 9 agosto 1918), è stato un vescovo ortodosso russo, vescovo di Sarapul e Yelabug.
Fu glorificato come santo dalla Chiesa ortodossa russa nel 2000.

## Biografia
Studiò nel seminario ecclesiastico di Cholm, in cui prese i voti da monaco ortodosso nel 1891, e nell'accademia ecclesiastica di San Pietroburgo, dove si laureò con una tesi in teologia nel 1893.
Il 30 maggio di quello stesso anno fu ordinato ieromonaco e fu nominato a presiedere la scuola di catechesi di Altaj. Da quel momento la sua vita è costellata di rapide promozioni nella scala gerarchica ortodossa.
Nel 1897 fu infatti a capo, nella posizione di archimandrita, della missione ecclesiastica in Corea, nel 1899 divenne sovrintendente del Monastero Donskoj di Mosca e nel 1901 rettore del seminario ecclesiastico della Volinia.
Il 30 aprile 1904 venne ordinato vescovo di Kremenec' e, dopo avere nel corso degli anni occupato diverse sedi vescovili, il 5 ottobre 1916 divenne vescovo di Sarapul.
Nell'adempimento di questo ufficio entrò più volte in contrasto con esponenti del partito socialdemocratico della città, arrivando ad escludere alcuni di loro dalla comunione. Viene ricordato per il suo impegno nel convertire le popolazioni tartare presenti in loco e per la sua lotta contro la diffusione dell'alcolismo che, in quella regione, assumeva contorni di vero disastro sociale.
Morì martirizzato durante la rivoluzione russa, il 9 agosto 1918.